# Charles Sutherland Elton
Charles Sutherland Elton (29 de marzo de 1900 – 1 de mayo de 1991) fue un zoólogo y naturalista inglés. Estableció los parámetros modernos de las poblaciones y las comunidades en ecología, contribuyendo con estudios sobre especies invasoras.

## Vida personal
Charles Sutherland Elton nació en Mánchester, siendo su padre el historiador literario Oliver Elton y su madre la escritora de libros para niños Letitia Maynard Elton. Tenía un hermano mayor, Geoffrey Elton. Charles Elton reconoció que fue su hermano Geoffrey quien lo inspiró a trabajar en el campo de la historia natural en varias de sus obras publicadas. Geoffrey falleció a los 33 años de edad. Charles Elton contrajo matrimonio con la poeta británica Edith Joy Scovell en 1937, y tuvieron dos hijos.
De los cuales se llamaron Emily Sutherland y Ricardo Sutherland.

## Carrera
Charles Elton estudió en el Liverpool College y en la Universidad de Oxford, de la cual se graduó en zoología en 1922, y en donde subsecuentemente desarrolló su carrera académica. Profesionalmente, Elton se volcó a la historia natural, especialmente en la ecología, aplicando el método científico para estudiar las vidas de los animales en sus hábitats naturales y sus interacciones con el ambiente. En 1921, cuando todavía no se había graduado, trabajó como asistente de Julian Huxley en una expedición a Spitsbergen. Allí, realizó una encuesta ecológica de los vertebrados del Ártico, un proyecto que continuaría con tres expediciones posteriores a la región llevadas a cabo en 1923, 1924, y 1930. Sus experiencias lo llevaron a asociarse con la Hudson's Bay Company, 1926-1931, la cual le permitió estudiar las fluctuaciones en las poblaciones de las especies animales que sufrían la caza por su pelaje. Más tarde, desarrolló estudios similares en las poblaciones británicas de ratones y de topillos.
A principios de su carrera, Elton se vio fuertemente influenciado por Alexander Carr-Saunders, Victor Ernest Shelford y Gordon Hewitt. En 1922 Alexander Carr-Saunders escribió El problema de la población: un estudio sobre la evolución humana en donde destaca la influencia de la superpoblación humana y sus efectos en la vida de las plantas y los animales alrededor del mundo. Elton más tarde aplicó estas ideas de las fluctuaciones en las poblaciones exclusivamente en los animales. Victor Ernest Shelford escribió Comunidades animales en la América templada en 1913, en donde señala los tres principios de la ecología: enfatizar la importancia de estudiar la fisiología del organismo, más que la de un órgano específico; evaluar el "fenómeno del comportamiento y la fisiología" en relación con el entorno natural; y relacionar la ecología de la vida vegetal con la animal. Del libro de 1921 de Gordon Hewitt titulado La conservación de la vida salvaje en Canadá, Elton descubrió los ciclos poblacionales del lince canadiense y de la liebre americana, y desarrolló un conocimiento mayor de las fluctuaciones de las poblaciones de los vertebrados del Ártico con la Hudson's Bay Company.
En 1932, Elton estableció el Bureau of Animal Population en Oxford, el cual se convirtió en el centro para la recopilación de datos sobre las fluctuaciones en las poblaciones animales. En el mismo año, se fundó el Periódico de Ecología Animal y Elton pasó a ser su primer editor. Durante la Segunda Guerra Mundial el Bureau of Animal Population se dedicó a buscar métodos eficientes para el control de las ratas, los ratones y los conejos, trabajando en conjunto con el Agricultural Research Council. Después de la guerra, Elton comenzó una encuesta de veinte años de duración sobre los animales y sus relaciones con el medio ambiente para Oxford, incluyendo los animales terrestres, acuáticos y aéreos. Después de su retiro, realizó varios estudios en la parte tropical de América. Mantuvo un gran interés en la conservación natural y en los problemas del manejo de las reservas naturales y fue uno de los pilares en la creación del Consejo de Conservación Natural en 1949.
Fue elegido miembro de la Royal Society en 1953 y recibió la Medalla Darwin en 1970.

## Hechos Relevantes
En 1927, Elton publicó el libro Animal Ecology. Esta obra destaca los principios importantes de los estudios ecológicos del comportamiento animal y de la historia natural, tales como la cadena alimenticia, el nicho ecológico y el concepto de una pirámide ecológica como un método para representar la estructura de un ecosistema en los términos de las relaciones con el alimento.
En libros posteriores basados en la teoría del nicho, la definición de Elton sobre los atributos funcionales de los organismos fue revisada por algunos autores y catalogada como opuesta a la de Joseph Grinnell.

## Abreviatura (zoología)
La abreviatura Elton  se emplea para indicar a Charles Sutherland Elton como autoridad en la descripción y taxonomía en zoología.